# 賽義德·阿卜杜拉
賽義德·阿卜杜拉汗（1873年—1933年），中亞希瓦汗國弘吉剌王朝最後一位可汗。他父親是穆罕默德·拉希姆·巴哈杜爾汗二世，母親則是一個囉哩人。
他的統治由1918年10月1日至1920年2月1日，但他只是傀儡，因實權掌握在一位土庫曼人將軍朱奈德汗手上。
在1920年布爾什維克黨推翻了希瓦汗國並罷免他，他被送到莫斯科，13年後死於一間醫院中。

## 生平
1917年4月5日，阿斯凡迪亚尔汗发表改革宣言，承诺建立议会。然而，局势升级，反对改革的势力占了上风。
结果，阿斯凡迪亚尔汗被推翻，改革宣言中宣布的改革被废除。此时，土库曼部落的首领朱奈德汗回到了希瓦。他被任命为汗国军队的将军，很快他将所有权力集中在他手中。
1918年，他在努里拉博伊宫被朱奈德-汗的手下推翻，阿斯凡迪亚尔汗在政变中被杀，他的弟弟赛义德·阿卜杜拉汗登基。另一方面，朱奈德汗获得实权。
1919年秋，布尔什维克决定推翻希瓦汗国。全副武装的红军部队被派往花拉子模。1920年2月初，朱奈德汗的军队被彻底击败。
1920年，赛义德·阿卜杜拉汗被契卡逮捕。
1920年2月2日退位。并被流放到乌克兰克里沃罗格。

## 布尔什维克的判决
1920年2月2日退位后，赛义德·阿卜杜拉汗和他的家人被逮捕，布尔什维克对可汗及其家人的审判于1920年6月12日开始。
根据判决，赛义德·阿卜杜拉汗和他的9名（另说7名）最亲密的男性亲属被驱逐出花剌子模人民苏维埃共和国，时间为3到5年。其后被流放到乌克兰克里沃罗格，并在那居住直到死亡。

## 死亡
1932年，乌克兰大饥荒。1933年，赛义德·阿卜杜拉汗病倒后被送入矿区医院被诊断为痢疾。
患病后曾被提出回到花剌子模人民苏维埃共和国，最终被以“可能会对当地人民和国家造成影响”被拒。
一个月后因长期患病和营养不良死亡。他被埋葬在矿区的墓地里。
| 統治者頭銜            | 統治者頭銜                 | 統治者頭銜                 |
| --------------------- | -------------------------- | -------------------------- |
| 前任： 阿斯凡迪亞爾汗 | 希瓦汗國可汗 1918年—1920年 | 繼任： 穆罕默德·胡達雅爾汗 |